# Trấn An Đại quân
Trấn An Đại quân (鎭安大君, 1354 - 15 Tháng 1, 1394) là một quan thần thời kỳ cuối Cao Ly, hoàng tộc thời Triều Tiên khai quốc. Tên thật Lý Phương Vũ (李芳雨), quê ở Toàn Châu (全州), tự Thanh Đức (淸德), thụy hiệu Kính Hiếu (敬孝)·Tĩnh Ý(靖懿).

## Cuộc sống
Ông là trưởng nam của Triều Tiên Thái Tổ và Thần Ý Vương hậu, làm Phán thư Lễ bộ và Bí mật Phủ sự dưới thời Cao Ly.
Năm 1392, cha ông Lý Thành Quế lên ngôi, ông được phong làm Trấn An quân (鎭安君), một năm sau, 1393, ông qua đời, thọ 40. Theo Triều Tiên Vương triều thực lục, có lẽ ông chết do quá say rượu trong lúc ngủ. Năm 1400, em trai Triều Tiên Định Tông phong hiệu Trấn An Đại quân (鎭安大君), 1418, Triều Tiên Thái Tông truy phong Thần Hàn Đại Hiểu công (辰韓 定孝公).

## Gia quyến
- Tổ phụ: Hoàn Tổ Đại vương
- Tổ mẫu: Ý Huệ Vương hậu
  - Bá phụ: Hoàn Phong Đại quân Lý Nguyên Quế
  - Thúc phụ: Nghĩa An Đại quân Lý Hòa
  - Phụ hoàng: Thái Tổ Đại vương
  - Mẫu hậu: Thần Ý Vương hậu 
    - Vương đệ: Định Tông Đại vương Lý Phương Quả
    - Vương đệ: Ích An Đại quân Lý Phương Nghị
    - Vương đệ: Hoài An Đại quân Lý Phương Cán
    - Vương đệ: Thái Tông Đại vương Lý Phương Viễn
    - Vương đệ: Đức An Đại quân Lý Phương Diễn
    - Vương muội: Khánh Thận Công chúa
    - Vương muội: Khánh Thiện Công chúa
- Trấn An Đại quân (鎭安大君)
  - Thê phụ: Tán Thành sự (贊成事) Trì Doãn(池奫)
    - Phu nhân: Tam Hàn Quốc Đại phu nhân Trung Châu Trì thị (三韓國大夫人 忠州 池氏)
      - Trưởng nam: Phụng Ninh quân·An Giản công Lý Phúc Căn(李福根, ? - 1421)
      - Trưởng nữ: Hàn Sơn Quận chúa (韓山郡主) - được gã cho Tri Đôn Ninh Phủ sự Lý Thúc Mẩu (李叔畝).

    - Thiếp: Không rõ tên
      - Thứ nam: Thuận Ninh quân Lý Đức Căn (順寧君 李德根; ? - 1412)

## Trong văn hóa đại chúng
- Được diễn bởi Tae Min-young trong Kaeguk (Khai quốc) KBS 1983.
- Được diễn bởi Jeon In-taek trong The King of Chudong Palace MBC 1983.
- Được diễn bởi Im Jeong-ha trong Nước mắt của Rồng KBS 1996.
- Được diễn bởi Jeong Chan-hu trong The Great Seer (Đại Phong Thủy) SBS 2012.
- Được diễn bởi Kang In-ki trong Jeong Do-jeon KBS 2014.
- Được diễn bởi In Seung-hyo trong Lục long tranh bá SBS 2015.